# 新加坡佛教居士林
新加坡佛教居士林（英語：Singapore Buddhist Lodge；簡稱SBL）是新加坡的一個佛教慈善機構。成立於1934年，是新加坡歷史最悠久的慈善機構之一。

## 歷史
1933年7月16日，新加坡佛教居士林由新加坡佛經流通處創立。該居士林的創辦資金來自約100位慈善人士的捐助，其中包括李俊承捐贈約1,000元，旨在弘揚佛法並推廣佛經流通。居士林於1934年6月17日正式成立，最初設址於布萊路26號。
至1946年，居士林會員人數增至2,000人，遂租用金炎路17號作為新址，以應對會員人數的增長。1950年，在張嘉美、鍾天水捐贈1萬元及籌款所得資金的支持下，該物業正式被購置為永久會址。
2014年，居士林計劃興建一座新的禮佛大殿。
2015年，時任林长李木源逝世，由柯寶明接任。自2016年5月起，部分會員對管理層的管理方式及財務問題提出質疑。2016年9月，居士林召開特別林友大會，回應前林長李木源之女李晶晶對運作的多項質疑。李晶晶指董事會失信，要求更換成員，並擬向主管機構投訴。代林長柯寶明則強調董事會合法成立，應透過內部協商解決分歧。部分財務問題亦引發爭議，雙方最終未達成共識。同年10月，慈善總監與董事會及高層管理人員召開會議。11月底，柯寶明辭去居士林的所有職務，由陳立發擔任林长。2017年1月，執行長梁美蓮離職。
2020年，在慶祝成立85週年之際，居士林的新禮佛大殿正式啟用，並舉行了金身佛像的開光典禮。大殿、佛像及整體翻新工程的總建設費用超過6,300萬新元。
2024年9月14日，新加坡時任總統尚達曼為居士林的「歷史長廊」主持揭幕儀式。居士林也為釋轉道與李俊承居士鑄造銅像。

### 推廣佛學
居士林亦設立每週一次、面向6至14歲兒童的佛學班，學員人數由首屆的25人增至2024年的近百人。

### 慈善事業
1998年，居士林成立『溫馨家庭服務中心』，提供專業輔導與諮詢服務；1999年則設立中醫義診所，並推出流動診療車服務。

### 中國扶貧事業
新加坡佛教居士林自2002年起長期受首任林長李木源的遺囑通過中華人民共和國駐新加坡大使館向中華人民共和國外交部向中華人民共和國雲南省金平縣和麻栗坡縣捐贈扶貧款。